# Mickey egér – Volt egyszer egy karácsony
A Mickey egér – Volt egyszer egy karácsony (eredeti cím: Mickey's Once Upon a Christmas) 1999-ben megjelent amerikai 2D-s számítógépes animációs film, amely a Mickey egér-sorozat alapján készült. Az animációs játékfilm rendezője Jun Falkenstein, Alex Mann, Bradley Raymond, Toby Shelton és Bill Speers. A forgatókönyvet Richard Cray és Temple Mathews írta, a zenéjét J. Eric Schmidt szerezte. A videofilm a Walt Disney Pictures és a DisneyToon Studios gyártásában készült, a Walt Disney Home Video forgalmazásában jelent meg. Műfaja zenés film.
Amerikában 1999. december 7-én, Magyarországon 2000-ben adták ki VHS-en, később 2004-ben jelent meg DVD-n.